# ストリートファイターV
『ストリートファイターV』（ストリートファイターファイブ、STREET FIGHTER V）は、カプコンおよびディンプス開発による対戦型格闘ゲーム。略称は『ストV』（『スト5』とも表記）。

## 概要
2014年12月7日にアメリカ向けカプコン公式サイトにて発表された。
媒体はPlayStation 4とMicrosoft Windows版のみ。これは前作の『ストリートファイターIV』（以下『ストIV』）がハードごとにコミュニティが分断されており、大会を開くときのデメリットとなったことから、コミュニティを1つにしていくという課題を設ける中で、「コンソールとPCのクロスプラットフォーム対戦に対応でき、協力もできる」という答えをソニー・コンピュータエンタテインメントがいち早く出したゆえのものである。
ストーリー上の時系列は、前作の『ストIV』同様、『ストリートファイターII』（以下『ストII』）と『ストリートファイターIII』（以下『ストIII』）の間で、これまで初代『ストリートファイター』（以下『ストI』）と『ストIII』を除くシリーズの根幹を成していた秘密結社シャドルーとの決着と、その顛末が描かれている。
開発発表による事前告知は無かったが、2014年12月6日未明にはYouTubeのカプコン公式チャンネルにて本作品に関するトレーラー映像が流れて数時間後に非公開となり、翌日7日に正式に公式発表された。その後のインタビューで、プロデューサーの小野義徳が先日の公開はPRチームの不手際だった旨を釈明した。本来、プレイ動画も同年12月14日開催のカプコンカップが初公開予定だったが、プレイ動画なしでは終わることはできないとの判断で、急遽進行プログラムを変更してのPV公開となった。
開発コンセプトは「リセット」。『ストII』への原点回帰を目指した『ストIV』が稼働して6年経過する中で尖ったゲームになったものをリセットし、これまでのシリーズを遊んでくれていたプレイヤーが再び入ってこられるようなタイトルを目指すとのこと。
本作品ではプレイして手に入る「ファイトマネー」とPlayStation Networkカードなどのクレジットを投入して手に入る「ゼニー」の2種類の賞金制度が導入される予定だったが、技術面の問題でゼニーは導入されず、1.04ver以降PlayStation StoreもしくはSteamで購入する形式に改められた。
また本編と当日に、リュウ、春麗、キャミィの特別コスチュームのプロダクトコードが入った、「ストリートファイターV HOT!パッケージ」も発売された。

### ストリートファイターV アーケードエディション
2018年1月17日、従来の版から無料アップデートする形でスタート。「アーケードモード」、チャレンジモードの「エクストラバトル」、2つ目のVトリガーとなる「VトリガーII」が追加された。
2018年1月18日には上記『アーケードエディション』（以下『AE』）にシーズン1とシーズン2の追加キャラクター12人が使用可能になるキャラクターパスを同梱したパッケージ版が発売。さらにシーズン3のキャラクターパスを追加した「アーケードエディション デラックス」もダウンロード限定で発売された。

### ストリートファイターV タイプアーケード
2019年3月14日に、主に日本のアミューズメントセンター（アーケード）に設置する業務用版として稼働を開始した。開発元はタイトー、販売元はカプコン。
『AE』は「アーケード」の名は冠してはいるものの、あくまでも「アーケードゲーム的な要素を挿れた家庭用ゲーム版」であり、実際にアーケードで稼働する予定は不明とされていた。2018年9月、正式なリリースが発表。同年11月、業務用版の正式な名称と、『AE』を移植するという形式となることが発表される。現段階では『AE』の追加キャラクターも含め全キャラクターが使用可能であり、筐体にはUSB端子が搭載され、プレイヤーは自前のゲームパッドなどを接続して操作できる仕様になる予定。なお、筐体のシステムの都合上、NESiCAxLive2からの配信ではなく、独自のタイトルとして稼働する。
NESiCA対応タイトルでは初のAmusement IC対応タイトルとなり、タイトーの「NESiCA」（初代・2代目）の他にも、セガ・インタラクティブ（当時の社名）の「Aime」（2代目）、バンダイナムコアミューズメントの「バナパスポート」（2代目）、コナミアミューズメントの「e-AMUSEMENT PASS」（4代目）にも対応する。
2024年4月1日の5時59分（日本時間）をもって、商業施設で稼働している全ての「タイプアーケード」は終了する。ゲーム自体もオフライン動作を含めてゲームプレイが不能となり、戦績や称号などのユーザーゲームデータも利用不可となる。

### ストリートファイターV チャンピオンエディション
2019年11月18日に発表された『ストV』の最新バージョン。新システムとして2つ目のVスキルとなる「VスキルII」が追加された。
本作の発売に伴い2019年11月19日に『ストV』所持者向けにシーズン4までに配信されたほぼ全ての追加キャラクター、ステージ、コスチューム、BGMなどのダウンロードコンテンツが収録された「アップグレードキット」が配信。
パッケージ版は2020年2月14日発売。『ストV』の旧バージョンを持っていなくてもプレイできるが、上記の各種DLCの利用にはネットに接続し「アップグレードキット」を別途導入する必要がある。
また、シーズン5において更なる新システムとして「Vシフト」が追加された。

## クローズドβテスト
第1回
2015年7月24日よりクローズドβテストが行われた。PlayStation Plus加入者から1万人が募集された。しかし、配信の不具合などにより、βテスト期間が延期された。
日本・アジア地域限定配信期間は8月22日・23日午後2時 - 午後10時。
ワールドワイド同時配信期間は8月29日午前8時 - 9月2日午後11時。
第2回
2015年10月22日 - 25日に開催。PlayStation Plus加入者から10万人を募集する。しかし、またしても不具合などにより、対戦機能が一時中断に。βテスト期間の延期はない。また、ストーリーモードのチュートリアルと英語ボイスに可能。
最終日には前回のβテストで登場した6キャラクターも使えるようになった。
第3回
2015年12月18日 - 20日に開催。PlayStation Plus加入者限定で、誰でも参加が可能。前回まで登場の12キャラクターに加え、新キャラクターのF.A.N.Gを除く、ザンギエフ、ダルシム、新キャラクターのララの3人を追加した15キャラクターが使用可能になった。
第4回
2016年1月29日 - 31日に開催。第3回同様PlayStation Plus加入者であれば、誰でも参加が可能。前回と同じくF.A.N.Gを除く15キャラクターが使用可能だった。

## ゲームモード
アーケード
コースを選択して、CPUキャラクターと対戦するモード。「ストI」「ストII」「ストZERO」「ストIII」「ストIV」「ストV」の6つのコースがあり、クリアするとキャラクター毎のエンディング、特定の条件を満たすと著名イラストレーターによるイラストを見ることができる。基本的にそのシリーズに登場しているキャラクターが選択可能であるが、例外も存在する。次に戦うキャラクターはステージ1や最終ステージなど一部を除き選択可能で、CPU側のキャラクターはそのシリーズもしくは対応するキャラクターに準じた衣装になっていることもある。また、戦闘前と勝利時の音楽もシリーズに準じている（例として『ストIII』モードでは『ストリートファイターIII 3rd STRIKE』〈以下『ストIII 3rd』〉のBGMが使われている）。
発売当初は実装されていなかったが、『AE』から追加された。
ストーリー
ゼネラルストーリー
本作のメインストーリーを体験するモード。
ストーリーはカプコン社内だけでなく、外部の開発会社やシナリオライターとの相談により作られた。シナリオ担当は生田美和。
キャラクターストーリー
各キャラクターに焦点を当てたストーリーを体験するモード。クリアすると「ストーリーコスチューム」が購入可能になる。
チュートリアル
移動や攻撃、ガードといった基本的なゲームシステムを実践形式で学ぶモード。
コスチューム設定
「ゼネラルストーリー」および「キャラクターストーリー」でのキャラクターのコスチュームを設定できる。設定したコスチュームは対戦中のみならず、会話パートのデモシーンにも反映される。なお、設定可能なコスチュームは入手済みのもののみ。
ストーリーボイス設定
「ゼネラルストーリー」および「キャラクターストーリー」での会話パートのキャラクターボイスの言語を設定する。
バーサス
オフラインで対人戦や対CPU戦を行うモード。シングル戦とチーム戦の2種類の対戦形式を選べる。
チャレンジ
トライアル
キャラクター毎に用意された連続技に関する様々な課題の達成を目指すモード。
デモンストレーション
ゲームシステムの解説やキャラクター毎の戦い方を閲覧形式で学ぶモード。
ターゲット
定期的に配信される様々な課題に挑戦するモード。課題を達成するとファイトマネーを獲得できる。
エクストラバトル
定期的に配信される特殊な敵と戦うモード。勝利することでファイトマネーや経験値、コスチュームなどを獲得できる。
サバイバル
EASY（10人）、NORMAL（30人）、HARD（50人）、HELL（100人）の4つの難易度を選択できる勝ち抜き戦で、1人倒すごとにバトルサービスを受けることができ、スコアと引き換えに体力回復などの恩恵を受けることができる。また、後述の「気まぐれ占い」で入手したアイテムの使用も可能。クリアするとキャラクターのコスチュームのカラーや称号を獲得できる。
CFN（カプコン・ファイティング・ネットワーク）
他のプレイヤーのプロフィールやリプレイの閲覧などができる。
ネットワークモード
バトルラウンジ、ランクマッチ、カジュアルマッチの3種類が選べる。
ショップ
追加キャラクターやステージ、コスチュームや称号などを購入できる。
気まぐれ占い
「ショップ」内のコンテンツの一つでファイトマネーと引き換えにコスチューム、サバイバル用アイテム、道場オブジェクトなど様々なアイテムを入手可能。ただし、「気まぐれ」の名の通り手に入るアイテムは完全にランダムである。
ギャラリー
オープニングムービーやBGMの視聴、アーケードで解放したイラストの鑑賞ができる。
道場
シャドルー格闘家研究所で新追加されたモード。シャドルー格闘家研究所にログインすることで道場を開設または入門できるようになる。複数のメンバーが入門できるサークルのようなもの。道場に入門することで、ステージ「Dojo」が使えるようになる。
道場のステージは、メナトの「気まぐれ占い」で手に入る道場オブジェクトを複数配置することができる。

## ゲームシステム
従来シリーズ同様に、8方向レバーと弱・中・強のパンチ (P)・キック (K)に対応した6ボタンによる操作や通常技キャンセル必殺技などの基本システム、弱P+弱K同時押しによる「投げ」と「投げ抜け」、「ダッシュ」「スーパーキャンセル」「EX必殺技」などのシステムは前作『ストIV』シリーズから継承されている。
本作では、体力ゲージの他に、EXゲージ、Vゲージ、スタンゲージというゲージがある。

### EXゲージ
画面の最下段にあるゲージ。従来のシリーズのスーパーコンボゲージに相当する。『ストリートファイターZERO』（以下『ストZERO』）のように3ブロックに分割されており、ラウンドをまたいで引き継がれる。
EX必殺技
EXゲージを1ブロック消費する、必殺技の強化版。必殺技コマンドでボタンを2つ以上同時押しするとEX版になる。
今作では過去作で「スーパーコンボ」であった技の一部がこの扱いになっている（リュウのEX昇龍拳が真・昇龍拳の動作になっているなど）。
クリティカルアーツ
EXゲージ3ブロック全てを消費する強力な超必殺技で、従来シリーズの「スーパーコンボ」や「スーパーアーツ」に相当する。
『ストIV』における「ウルトラコンボ」の演出と「スーパーコンボ」のダメージ量を有する。
リュウの「真空波動拳」、春麗の「鳳翼扇」など、各ファイターが最低でも1つずつ持つ。

### Vゲージ
本作固有のゲージシステム。キャラクターおよび選択したVトリガーによって、ゲージのブロック数・長さが異なる。Vスキルを成功させる（相手にヒットさせるなど）、相手の攻撃を受ける、後述のクラッシュカウンターを発生させることで溜まる。なお、EXゲージと違ってこちらはラウンドを跨いで持ち越すことはできず、そのラウンドでのゲージの蓄積量に関係なく次のラウンドでは0に戻る。
Vスキル
中パンチ+中キックの同時入力で発動するキャラクターごとの特殊技。キャラクターによっては溜めることで性能が変化したり、レバーとの組み合わせで複数の技を出すことも可能。
『CE』では新たに「VスキルII」が追加され、キャラクターセレクト時に従来の「VスキルI」とどちらかを選択する。
Vリバーサル
Vゲージを1ブロック消費することで可能なガードキャンセル行動。コマンドはガード硬直中に→＋PPPもしくはKKK（キャラクターによって異なる）。キャラクターによって技の効果が異なり、反撃をするものもあれば、移動のみを行うものもある。なお、Vリバーサルの成立時は蓄積されていたスタンゲージが減少する。
Vトリガー
強パンチ+強キックで発動。Vゲージを全て消費することで、キャラクターごとに固有の特殊効果が発動する。大別して発動と同時に技を繰り出す即時発動型と、発動すると一定時間特定の能力が強化されたり、新たに使用できる技が追加されたりする能力強化型の2つのタイプが存在し、キャラクターごとにその性能は様々である。
『AE』では新たに「VトリガーII」が追加され、キャラクターセレクト時に従来の「VトリガーI」とどちらかを選択する。VスキルとVトリガーは別々に組み合わせることも可能だが、Vゲージの長さは選択したVトリガーに依存する。
Vシフト
シーズン5で追加された新システム。強パンチ+中キックで発動。Vゲージを1ブロック消費して後方への回避動作を行う。動作中は打撃と飛び道具に対して無敵。相手の攻撃に対してタイミングよくVシフトを成功させるとスロー演出が入り、この時に再度コマンドを入力すると専用の反撃動作の「Vシフトブレイク」が発動する。

### クラッシュカウンター
特定の強攻撃や特殊技を相手にカウンターヒットさせると派手なエフェクトが発生し、のけぞり時間の延長や追撃可能な状態で浮くなど通常とは異なるやられ状態になり、通常よりも大きくダメージを与えられる他、クラッシュカウンターに成功した側のVゲージが大幅に上昇する。キャラクターによってはしゃがみ強キックが対応している場合もあり、この時は受け身不可能なダウンを奪えるので起き攻めがしやすくなる。

### スタンゲージ
体力ゲージの下に配置されているゲージで、ダメージを受けることによって溜まっていき、最大値まで溜まるとスタン（気絶）してしまい無防備になる。一定時間攻撃を受けなければゲージは徐々に減っていく。『ストIII』にあったものと同様のシステム。ただし『ストIII』では、スタンゲージが溜まってもコンボを続けることができたのに対し、本作では『ストII』や『ストIV』と同様にスタンゲージが溜まった時点でコンボが中断されて気絶ダウンする。

### 削りダメージ
必殺技をガードした際は従来通り僅かにダメージ（削りダメージ）を受けるが、本作は中・強の通常技をガードした際にも削りダメージが発生するようになった。通常技での削りダメージは必殺技での削りダメージとは区別されており、体力ゲージ上で白く表示され徐々に回復していくが、ガードできずにダメージを受けた時点で白ゲージ部分は全て消滅し回復しなくなる（前作のセービングアタックで耐えたダメージと同様の仕様だが、必殺技による削りダメージは実体力から減少する点が異なる）。また今までと異なり、クリティカルアーツ以外で削りKOはできなくなった。通常技の削りダメージで実体力が尽きている場合はさらに白色部分が削られはじめるが、全て削られきっても通常技や必殺技はガードできる限りはKOにならない。

## 登場キャラクター
初期キャラクターは16人。その後、シーズン毎のアップデートでキャラクターが追加される。なお登場キャラクター内『ストIV』シリーズから続投しているキャラクターに関しては担当声優も原則的にそのまま続投している。これまでのシリーズからイメージが大きく変わったキャラクターが多いが、プロデューサーの杉山晃一はリュウ、春麗、ザンギエフはシリーズのアイコンであり、シリーズファンが離れる恐れがあるためデザインを大きく変えなかったと語っている。また、身長や体重といった体格設定においても、大きく変更がなされたキャラクターが多い。メナトなど、シーズン2以降のキャラクターの多くはBENGUSがデザインしている。シーズン2のテーマの1つとして「師匠と弟子」があり、豪鬼や是空は師匠格、エドやメナトは弟子としての参加となっている。それとは別にシーズンごとにディレクターの中山貴之が選ぶ「中山枠」があり、初期はバーディー、シーズン1はユリアン、シーズン2はアビゲイルが選出されている。

### プレイヤーキャラクター

#### 初期キャラクター
リュウ（RYU）
声：高橋広樹
キャッチコピーは「不抜の拳」。
全シリーズに登場している本作の主人公。「真の格闘家」への道を追い求めて、世界を旅している。今作でも殺意の波動に飲まれかけることが多々あり苦悩しているが、ストーリーモードでは殺意の波動を自身の力の一つとして受け入れ、ネカリとの闘いで殺意の波動を制御する術を得る。
春麗（チュンリー）（CHUN-LI）
声：折笠富美子
キャッチコピーは「蒼い翡翠」。
『ストII』が初出のキャラクター。『ストIV』シリーズから続投。ストーリーモードでは『ストIII 3rd』のエンディングに登場する少女リーフェンと共に暮らし始めるまでの経緯が語られる。
『ストZERO』シリーズのデフォルトコスチュームがノスタルジックコスチュームとして登場するなど、今作では使用できるコスチュームが多い。
ナッシュ（NASH）
声：鳥海浩輔
キャッチコピーは「背理のリベンジャー」。
『ストZERO』が初出のキャラクター。『ストZERO』シリーズから復活。ベガを捕らえようとした際にシャドルーの息がかかった米軍機の襲撃で重傷を負って崖下に落とされるが、ユリアンの組織に死体を回収されて修繕を施され変わり果てた姿で復活する。復活後はシャドルーを壊滅させたいというヘレンの命令で動く。
なお、ストーリーモードをクリアすると『ストZERO』シリーズの姿も使用できる。
ベガ（VEGA）
声：若本規夫
キャッチコピーは「最終最凶」。
『ストII』が初出のキャラクター。『ストIV』シリーズから続投。秘密犯罪組織シャドルーの総帥。ストーリーモードでの回想では他のキャラクターが以前のスタイルをしているのに対し、対戦ではベガのみ変わらない。そのため、ベガが過去のコスチュームで描かれているストーリーモードのイラストと矛盾している。
なお、『ストIV』までの従来のコスチュームは「メナトの気まぐれ占い」で獲得できるノスタルジックコスチュームとして登場する。
キャミィ（CAMMY）
声：沢城みゆき
キャッチコピーは「バレットスパイク」。
『スーパーストリートファイターII』（以下『スパII』）が初出のキャラクター。『ストIV』シリーズから続投。英国特殊工作部隊デルタレッドの隊員。なお今作では少しデザインが変更され、脚のペイントが無くなり上半身と太もも部分に小物入れのついたベルトを装備している。
バーディー（BIRDIE）
声：宇垣秀成
キャッチコピーは「暴食ヘッドバッド」。
『ストI』が初出のキャラクター。『ストZERO』シリーズ以来の登場。本作では元シャドルー構成員として登場する（春麗、キャミィ、レインボー・ミカのストーリーモードにて登場した時点ではシャドルー構成員だった）。新たにシャドルーに入団したF.A.N.Gの指摘に嫌気がさしてシャドルーを脱退し、その後は神月財閥に仕えることになる。なお、今作では肥満体になっており、髪型も変更されているが、後に『ストZERO』シリーズの筋肉質の姿がノスタルジックコスチュームとして登場した。
ケン（KEN）
声：岸祐二
キャッチコピーは「ラッシュ&ブレイズ」。
全シリーズに登場しているリュウのライバル。アメリカを代表する財団、マスターズ家の当主。今回は妻のイライザと息子のメルと共に旅をする。なお今作では道着の上半身をはだけた服装になっているが、ストーリーモードをクリアすると『ストIV』シリーズ以前の服装も使用可能になる。
ネカリ（NECALLI）
声：松山鷹志
キャッチコピーは「魂屠る闇」。
本作の新キャラクターの1人。強き者の魂を求める古代の戦士。圧倒的なパワーの持ち主。人と人工物が嫌い。
他人の魂を取り込んで自身の力とする能力がある土偶で、敗北したり立ち去る際は泥に溶けてその場から消える。
バルログ（BALROG）
声：諏訪部順一
キャッチコピーは「爪弾く闘争の輪舞曲」。
『ストII』が初出のキャラクター。『ストIV』シリーズから続投。スペイン代表の格闘家で、シャドルー四天王の1人。今作では白いシャツを着ているが、後に『ストIV』以前の上半身裸の服装も「メナトの気まぐれ占い」で獲得できるクラシックコスチュームとして登場する。
レインボー・ミカ（RAINBOW MIKA）
声：五十嵐裕美
キャッチコピーは「七色ボンバー」。
『ストZERO3』が初出のキャラクター。『ストZERO』シリーズから復活。本作では所属する団体の同期レスラーの大和ナデシコがタッグパートナーとして登場する。
本作では神月財閥がスポンサーとなっていることが明かされており、かりんからの要請を受け、憧れのザンギエフと共にシャドルー討伐の任務に向かうこととなる。
ラシード (RASHID)
声：新垣樽助
キャッチコピーは「友想う片翼」。
本作の新キャラクターの1人。中東に住む新しいものが大好きな旧家の長男。また、映画も大好き。女性や子供との戦いとロード時間が嫌い。「逆巻く風のラシード」を自称し、竜巻を起こして戦う。執事である大男のアザムを連れている。
かりん（KARIN）
声：遠藤綾
キャッチコピーは「ウルトラお嬢様」。
『ストZERO3』が初出のキャラクター。『ストZERO』シリーズから復活。神月財閥の令嬢で、さくらのライバル。シャドルーを壊滅させる中心的な人物になる。なお今作では服装がブレザーになっているが、後に『ストZERO3』のセーラー服がノスタルジックコスチュームとして登場した。
ザンギエフ（ZANGIEF）
声：三宅健太
キャッチコピーは「アイアンサイクロン」。
『ストII』が初出のキャラクター。『ストIV』シリーズから続投。吸い寄せ攻撃が追加された投げキャラクター。
ララ（LAURA）
声：日笠陽子
キャッチコピーは「熱風踊るパッション」。
フルネームはララ・マツダ。本作の新キャラクターの1人。髪をかき上げて発生させる電撃と「マツダ流柔術」を駆使する（ショーン曰く「もうマツダ流でも何でもない」）。『ストIII』シリーズに登場したショーンの姉。肉料理と戦いが好きで、退屈と野菜が嫌い。
ダルシム（DHALSIM）
声：江川大輔
キャッチコピーは「導き照らす焔」。
『ストII』が初出のキャラクター。『ストIV』シリーズから続投。火神アグニの力を借りて幻の炎を操るインドの修行僧。今回は終始警官のマヘシュと行動を共にする。今作では殺意の波動に苦悩するリュウに助言を与えるなど、リュウを導く役割を担う。なお今作ではターバンを巻き髭を生やしている姿だが、後に『ストIV』以前の髭とターバンのない姿も「メナトの気まぐれ占い」で獲得できるクラシックコスチュームとして使用可能になった。
ファン（F.A.N.G）
声：千葉繁
キャッチコピーは「狡猾毒手」。
本作の新キャラクターの1人。元アジア有数の麻薬組織「グーハウ」のリーダーで、自称シャドルー四天王のNo.2。毒を駆使して戦う。ゲーム本編で活躍するシャドルーのメンバーでは唯一、利得や洗脳なしでベガに完全な忠誠を誓っている（ただしベガは「忠誠など不要」と言っている）。ベガに歯向かうものを許さない忠実な部下で、シャドルーのメンバーとして非常に優秀（チェインズ計画の発案から指揮まで全てを1人でこなし、ドールズの再調整、シャドルー兵の強化なども進めている）だが、異常なまでの傲慢さやベガへの強すぎる忠誠心から他の幹部、研究員や戦闘員からは評判が悪い。「2」をラッキーナンバーだと信じており、よく「2」を多用する。「1」と「3」の数字が嫌い。
F.A.N.Gの毒は体内に影響を及ぼすものではなく、触れた物を溶かすタイプの物で「金」以外の物は全て溶かすことができると自称している。毒は任意のタイミングで噴出させることができるが常時僅かに滲み出ているため、身の回りの道具などは純金製の物を使っている。
ゼネラルストーリーではベガの死を嘆きながら基地の崩壊に巻き込まれて生死不明となっていた。しかしサイドストーリーの「蟲毒」にて生存してシャドルーを再建させようと目論んでいることが判明した。
デフォルトの中華服に書かれている「貳」は数字の「2」だが、この服に書かれている「貳」は左上部分に線が一本多く書かれている。このことに関して、春麗は漢字の間違いに気づかない彼を「本当に中国人なのかしら」と疑っており、かりんも「漢字一つ正しく書けないのに四天王を名乗るとは愚かね」と言及している。

#### 追加キャラクター（シーズン1）
アレックス（ALEX）
声：浅沼晋太郎
キャッチコピーは「次代担う双肩」。
『ストIII』が初出のキャラクター。『ストIII』シリーズから復活。ニューヨークの街中で自動車の修理をしている際に、パトリシアの知らせで本人宛ての謎の招待状（送り主はシャドルー）が届く。その後、眠っている隙にシャドルー兵に誘拐されてF.A.N.Gの研究室に閉じ込められ、ダン、本田、ハカン、バーディー、春麗、リュウのコピー体と戦わされる。しかし研究室を半壊させたために追い返され、ラシードの友人から「基地での活躍のお礼」として黒い月を制御する駒を贈られる。
アビゲイルのストーリーにも登場しており、アビゲイルの車のエンジン音を表す泣き声を「6.5リッターの『V8ターボディーゼル』」と答え、正解している。なお、今作の服装は上半身裸にサスペンダーをつけているが、後に『ストIII』シリーズなどのオーバーオールの服装もノスタルジックコスチュームとして使用可能になった。
ガイル（GUILE）
声：安元洋貴
キャッチコピーは「不落の移動要塞」。
『ストII』が初出のキャラクター。『ストIV』シリーズから続投。冷静沈着なアメリカの軍人。春麗やナッシュのストーリーモードにも先駆けて登場している。アベルと共にS.I.Nの研究所に赴き、そこでチェインズ計画の存在を知り、シャドルーの動向を追い始める。なお、今作では服装がワイシャツとネクタイ、黒いズボンになっているが、ストーリーモードをクリアすると『ストIV』シリーズ以前のタンクトップと迷彩パンツの服装も使用可能になる。
いぶき（IBUKI）
声：藤村歩 / 植田佳奈（あきら・ストーリーパート）
キャッチコピーは「薫風翔る」。
『ストIII』が初出のキャラクター。『ストIV』シリーズから続投。忍術を活かして攻撃を行う、女子高校生。レインボー・ミカのストーリーモードにも先駆けて登場している。本作では神月家に雇われており、ゼネラルストーリーにて、かりんに召集された格闘家たちと共にシャドルー基地に向かうことになる。なお、今作では服装が学校の制服になっているが、のちに『ストIV』シリーズ以前に登場した忍者装束がノスタルジックコスチュームとして登場した。
バイソン（M.BISON）
声：鶴岡聡
キャッチコピーは「強欲豪力パンチャー」。
『ストII』が初出のキャラクター。『ストIV』シリーズから続投。ベガのストーリーに先行登場した。突進攻撃を得意とするインファイターで、シャドルー四天王の1人。本作では『ストIV』で彼が連れ出した少年エドが登場していて、エドの提案でシャドルーを抜けて大金を手にするためにチェインズ計画をユリアンに売りつける。なお、今作ではフード姿になっているが、後に『ストIV』シリーズ以前の服装がノスタルジックコスチュームとして登場した。
ジュリ（JURI）
声：喜多村英梨
キャッチコピーは「欺く紫煙」。
『スーパーストリートファイターIV』（以下『スパIV』）が初出のキャラクター。『ストIV』シリーズから続投。キャミィやガイルのストーリーモードにも先駆けて登場している。本作では左目に眼帯をしている。シャドルー基地に乗り込んでベガと闘うも敗北して再び左目を奪われてしまうが、S.I.Nの研究所から「風水エンジンtype alpha」を回収し、シャドルー壊滅を目論むヘレン（コーリン）と一時共闘することになる。なお、今作では服装がライダースーツになっているが、後に『ストIV』シリーズの服装がノスタルジックコスチュームとして登場しており、ジャケットを着用している。
ユリアン（URIEN）
声：加藤将之
キャッチコピーは「逆光の覇道」。
『ストリートファイターIII 2nd IMPACT』（以下『ストIII 2nd』）が初出のキャラクター。『ストIII』シリーズから復活。バイソンのストーリーモードに先駆けて登場しており、彼からチェインズ計画のデータを買い取っている。人に触られることが嫌いなようで、ゼネラルストーリーでナッシュの力量を計るために闘うが話にならなかったために怒り、止めを刺そうとしたところでラシードに腕を掴まれると下郎呼ばわりしつつ「余に触れるな!」と激怒し、エイジスリフレクターでラシードを遠ざけた。その後、ナッシュが離反したことに気付き「飼い犬に手を噛まれた無能」とヘレンを酷評しており、彼女をあまり信頼していない模様。なお、今作ではスーツ姿だが、隠しコマンドにより『ストIII』シリーズの褌一丁の姿にできる。また、後述のイレヴンの項にもあるように、ストーリーモードで同キャラクター対戦がある。

#### 追加キャラクター（シーズン2）
豪鬼（GOUKI）
声：武虎
キャッチコピーは「拳を極めし者」。
『スーパーストリートファイターIIX』が初出のキャラクター。『ストIV』シリーズから続投。髪が長くなり髭を伸ばした獅子の如き顔になった（なお、『ストIV』以前の姿はノスタルジックコスチュームとして登場している）。「竜巻斬空脚」の性能の変化、特殊技の増加、Vトリガーによる必殺技の強化や性能変化など、これまでの作品よりもテクニカルかつ派手な技を多く兼ね備える。クリティカルアーツは従来通りの「瞬獄殺」と、『スパIV』のエンディングで披露した「赤鴉空裂破」が新たに追加された。本作品では「瞬獄殺」の暗転中に、高速で波動を纏った拳を叩きこむ動作が確認できるようになった。
背負う文字は「天」から「神人」になっており、元から「真の鬼神となったか」と言われている。ネカリと死闘を繰り広げ吸収されるが、体内からネカリを突き破り逆転勝利している。
なお、アーケードモードで特定の条件を満たすと強化版の真豪鬼が登場する。
コーリン（KOLIN）
声：朴璐美
キャッチコピーは「氷雪抱く幻影」。
『ストIII』が初出のキャラクター。ギルの秘書で、『ストIII』シリーズではサブキャラクターであり、プレイアブルキャラクターになるのは今作が初。本作のゼネラルストーリーでのサブキャラクター時はヘレン（HELEN）という偽名を使っているが、プレイヤーキャラクターとしてはコーリン名義。
本作の容姿は髪型はウェーブロングヘアー、服装はロシア帽とコート。なお、『ストIII』シリーズでの髪型とスーツ姿はノスタルジックコスチュームとして登場する。
本作ではギルによってユリアンのもとに送り込まれており、自らの手駒にすべくバイオサイバーの技術を用いてナッシュを蘇生させた。笑顔で友好的に接するが、少しでも自分の思い通りに行かなくなると舌打ちをしたり無表情になったり怒鳴りつけるなど情緒不安定気味。自分の力の限界を悟ったナッシュに命令を拒否され異論を唱えられた際は本性をさらけ出し、激昂しつつ相手を罵倒した。内心ではユリアンをも嫌っており、勝利メッセージでは「ユリアン様の存在以外は順調に進んでいる」と言い放つ。
従軍経験があり、故郷と多くの仲間を失ったことで戦争を続ける軍人を嫌悪するようになり、「自分の名を呼ぶものはもういない」という理由で名前を捨てた。雪原で倒れていた時にギルと出会い、「神の国」の建国を促されてギルの部下となった。コーリンという名はギルに与えられたもののため、本名は不明。
ロシアの古い闘技場を拠点としてナッシュ、ラシード、ジュリ、後に加わるキャミィとで、かりんや春麗らとは別ルートでシャドルーのチェインズ計画を妨害する作戦を進めている。
戦闘では軍隊仕込みの格闘術（システマ）とギルに与えられた氷を操る能力を駆使して戦う。
エド（ED）
声：吉野裕行
キャッチコピーは「若き指導者」。
『ストIV』が初出のキャラクター。『ストIV』シリーズ時点では名無しのサブキャラクターで、今作で初めてプレイアブルキャラクターになった。ベガの代替ボディの研究材料としてS.I.Nに捕えられていたが、セスが倒されて崩壊する研究所からバイソンが金目当てに救出した。
『ストIV』シリーズでは臆病な性格だったが、本作では不遜な性格になっておりバイソンの相棒として暮らしている。
1ヶ月毎に服を買い替えなければならないほどに肉体の成長が早く、F.A.N.Gはこの成長の早さを疑っていた。また、わずかながらサイコパワーを扱うことができる（物を触れずに動かす能力がある）。
バイソンの前では自信満々に振る舞っていたが、実際は毎日のように「自分が自分ではなくなり、別のもの（ベガ）に支配される」という夢を見ていて恐れをなしており、シャドルーが崩壊した後もその悪夢は終わることがなかった。そのため「バイソンの背中を見失う」と危惧し、バイソンのもとを離れようとするが「まだ弱いヒヨッ子は黙って付いて来い」とバイソンに言われて反抗する。エド自身の弱さを思い知らせようとバイソンは戦うが敗北し、エドを突き放す。バイソンのもとを離れたエドは新たな仲間を集め、若き指導者となった。
アーケードモードのエンディングではプロボクサーとしてバイソンと対決し、ダブルKOとなったが、バイソンに感謝の言葉を伝えている。
サイコパワーによる攻撃とバイソンから習ったボクシングを組み合わせた技を使って戦う。
アビゲイル（ABIGAIL）
声：竹内良太
キャッチコピーは「超人暴走」。
『ファイナルファイト』（以下『FF』）が初出のキャラクター。原作ゲームではベイエリアステージのボスとして登場。『ストZERO』シリーズや『ファイナルファイト リベンジ』でほとんどのボスキャラクターが対戦型格闘ゲームの使用キャラクターになる中で彼だけはステージ背景での出演にとどまっていたが、本作で初めて使用キャラクターとして登場する。
元マッドギア幹部で、本作ではメトロシティで車の改造およびスクラップを請け負う会社の社長として活動している。腕にタイヤを巻き、ベルトには小さいタイヤをストラップとして付けるなど車好きで、ストーリーモードや対戦モードでは戦った相手に車およびそれに関する言葉を使った勝利コメントを言うこともある。
ストーリーモードは部下に車を貸したことを忘れ、車を無くしたと思い込み路上で泣き喚きながら車のエンジンの声真似をしている所に反応したキャラクターたちに次々と戦いをふっかけるというものになっている。アレックスは車のエンジンの音だと気がついたが、いぶきにはおならの音と間違えられ、ザンギエフにはブーイングをしていると誤解され、ジュリには「ぶしゅー」という泣き声が「ブス」と言っていると勘違いされ、バルログにはブタの真似を公衆の面前でしていると呆れられた。
コーディーのストーリーモードでは、コーディーに駐車違反だと言われる。
メナト（MENAT）
声：悠木碧
キャッチコピーは「未来見据える瞳」。
本作の新キャラクター。エジプト出身の占い師の少女でローズの弟子。新体操を思わせる優雅な動きによる格闘とソウルパワーで操る水晶玉を武器とする。
エドのストーリーで「占い師」名義でサブキャラクターとして先行登場した後、プレイアブルキャラクターとして追加された。
『シャドルー格闘家研究所』のキャラ図鑑にあるローズのプロフィール解説に「最近弟子をとった」との記載があり、メナト本人のストーリーモード中にてローズのシルエットが表示されるシーンによって彼女の弟子であることが確定した。
スレンダーな体型で、エジプトを思わせる衣装を着ている。丁寧で軽い口調ではあるものの、エドのサイコパワーを見抜くほどの洞察力を持つ。オロとは知り合い。
師匠であるローズを尊敬しているが、肝心の占いの腕前はまだまだで、ローズのストーリーの冒頭では訓練に集中しなさいとたしなめられている。またあわてんぼうでおっちょこちょいな一面も持つ。
ストーリーモードでは「それぞれの宿命の戦いの行く末を見届けてほしい」というローズのお告げを伝えるためにオロの所に来た後、帰るついでにエドと同じサイコパワーを持つベガがいるシャドルーの基地に赴く。唯一ストーリーモードでサブキャラクターと対戦する。
水晶を飛ばし、自分の手に戻す技を使った必殺技や「ソウルリフレクト」、瞬間移動などトリッキーな戦い方をする。また対空の投げ技である「太陽の守護者」では相手を掴むと「ソウルスルー…なんちゃって!」とローズの技名を口にする。
好きなものは世界各地のお土産物と日記。嫌いなものは口が悪い人と絶叫系アトラクション。
是空（ぜくう）（ZEKU）
声：飛田展男
キャッチコピーは「武神流38代目伝承者」。
『ストZERO2』が初出のキャラクター。ガイの師匠。本作で初めて使用キャラクターになった。柔軟な思考を持つ気の良い性格だが、ガイと同じく横文字は苦手。研ぎ澄まされた蹴り技を得意とし、特殊な術で若い肉体に変身する。
本作では武神流を離れており、若手や実力のある忍者を集めて今の時代に相応しい忍者団体を作ろうと考えている。いぶきの勧誘と神月かりんに自分たちを雇ってほしいという目的で名刺を配るというビジネスマンのようなやり方で自らをPRしている。最後はグローバル（本人は「ぐろばーる」と言っている）な時代に合わせて新たな流派を考えるようになる。勝利台詞では漢文で使われている言葉を言うことが特徴。
コーディーのストーリーモードでは、政敵のスキャンダル調査から武力支援まで自治体運営のために自分を売り込んでいる。
好きなものはポテトチップスと腕時計。嫌いなものは肩こり。なお今作では服装が一新されているが、後に『ストZERO2』の緑の忍者装束がノスタルジックコスチュームとして登場した。
キャラクター性能
歳を重ねた姿の「老状態」と若い姿の「若状態」が存在し、必殺技の「宿命」で「老状態」と「若状態」を切り替えられる。「老状態」では遠距離が得意で「若状態」では近距離が得意である。

#### 追加キャラクター（シーズン3）
さくら（SAKURA）
声：福圓美里
キャッチコピーは「春爛漫」。
『ストZERO2』が初出のキャラクター。『ストIV』シリーズから続投。神月財閥の令嬢・かりんのライバル。ゲームセンターでのアルバイトで旅費を稼ぎながら「自分らしい強さ」とは何かを探し求め世界各国を飛び回っている。かりんやいぶきのストーリーモードでも先駆けて登場しており、いぶきとは『スパIV』のストーリーモードで対面したのがきっかけで友人となっている。なお、今作はゲームセンターの制服を着用している。従来のセーラー服はノスタルジックコスチュームとして登場し、かりんやいぶきのストーリーモードではこの服装である。
ブランカ（BLANKA）
声：うえだゆうじ
キャッチコピーは「大自然の戦士」。
『ストII』が初出のキャラクター。『ストIV』シリーズから続投。アマゾンの野生児で、さくらの友人の1人。さくらのストーリーモードに先駆けて登場しており、さくらの『ストIV』アーケードモードのエンディングにも登場している。今作では以前より毛深い姿になっているが、『ストIV』以前の姿もノスタルジックコスチュームとして登場する。ストーリーモードではブランカちゃん人形を大量生産して在庫をたくさん抱えているという悩みをララに明かしたところ、ララの弟のショーンから「日本に持っていくのはどうか」というアドバイスをもらい日本へ行く。しかし別のぬいぐるみに嫉妬してクレーンゲーム機を破壊してしまい、そのゲームセンターで働いていたさくらに追いかけられる。その後彼女との戦闘後に悩みを打ち明け、ブランカちゃん人形をクレーンゲーム機に入れてもらえることになった。そのブランカちゃん人形は女子高生の間で少しだけ話題になった。なお、ブランカがブラジルから日本へ行くまでの繋ぎ映像には『ストII』の地図と効果音が使用されている。
『ストV』アーケードモードのエンディングではさくらと一緒に「格闘戦士ボコリマンV」という特撮ヒーロー番組を見ている。
ファルケ（FALKE）
声：上坂すみれ
キャッチコピーは「美しき狙撃手」。
本作の新キャラクターの1人。エドのストーリーモードに先駆けて登場した軍服姿の女性。「ファルケ」という名前はコードネームであり、ドイツ語で鷹を意味する。
エドと同じく肉体の成長が早く、右の掌にシャドルーの紋章がある。シャドルーの研究室に幽閉され、サイコパワーの訓練をさせられていた。幽閉されていた時はベガのようなものに追われる悪夢を見続けていた。ある日突然幽閉されていた部屋にエドがやって来て「ここを逃げるんだ」と言われて、それ以降はエドと行動を共にしている。完璧主義者で何事においても念入りに取り組む性格。また、アーケードモードのエンディングでは家事をこなし、共に生活するエドの面倒を見るなど家庭的な一面も見せている。
戦闘ではサイコパワーを注入し射出する能力を持つロッド「ハーモニー」を武器にして戦う。
好きなものはミルクティーと演劇鑑賞。嫌いなものはシャドルー。
コーディー（CODY）
声：岸尾だいすけ
キャッチコピーは「蘇るヒーロー」。
『FF』が初出のキャラクター。『ストIV』シリーズから続投。かつてメトロシティを救ったヒーローだったが、平和な生活に馴染めず暴力事件を起こし投獄。そんな中、世界の新たな脅威に危機感を覚えたメトロシティ市長マイク・ハガーによる説得と裏工作によって釈放・無罪放免にされ、さらに新市長に抜擢された。当の本人は面倒と感じつつも、新たな生活に楽しみを見出し満更でもない様子。
今作の服装は市長としてのものになっており、『FF』のTシャツ姿や『ストZERO3』および『ストIV』シリーズの囚人服はノスタルジックコスチュームになっているほか、ハガー風のコスチュームも登場する。
G（ジー）
声：山路和弘
キャッチコピーは「唯一無二の存在」。
本作の新キャラクターの1人。シーズン3の発表時にて初公開された髭面の男性。動画サイトFooTubeに現れた「世界大統領」を自称する謎の人物。自身を世界人類の頂点と嘯き、「やってみた」動画で様々なゲームやスポーツ、ストリートファイトに挑戦する。ストーリーコスチュームには、仮面とトレンチコートに身を包んだコスチュームも登場する。
ストーリーモードではラシード、メナトと対決する。『ストV』アーケードモードでは特定の条件を満たすと乱入してくる。
サガット（SAGAT）
声：遠藤大輔
キャッチコピーは「孤高の帝王」。
『ストI』が初出のキャラクター。『ストIV』シリーズから続投。ムエタイの帝王で、リュウのライバルの1人。理不尽なことや弱者苛めを許さない誇り高き戦士。『ストZERO3』や『ストII』シリーズではシャドルー四天王の一員だったが、『ストIV』シリーズの時点でシャドルーを離脱している。今作では上半身に灰色の布を纏っているが、『ストII』から『ストIV』までの上半身裸の姿はノスタルジックコスチュームとして登場し、『ストI』時代の胸に傷がなく黒目がある姿も「メナトの気まぐれ占い」で獲得できるコスチュームとして登場する。ストーリーモードでは、サガットにも殺意の波動と同じ力が目覚め始めており、自分自身の幻覚として同キャラクターとの対戦がある。

#### 追加キャラクター（シーズン4）
影ナル者（KAGE）
声：高橋広樹
キャッチコピーは「血戦の咆哮」。
リュウから乖離した「殺意の波動」の化身。『ストZERO』シリーズおよび『ストIV』シリーズにおける「殺意の波動に目覚めたリュウ」と同様のキャラクターだが、あちらがリュウ自身だったのに対してこちらは殺意の波動の思念体のようなものであり、リュウとは明らかに別人となっている。デフォルトコスチュームは道着の上半身だけを脱ぎ、首に鉢巻を巻いた姿。また、頭部には鬼の角のようなものがある。
エドモンド本田（E. HONDA）
声：永野善一
キャッチコピーは「熱血力士」。
『ストII』が初出のキャラクター。『ストIV』シリーズから続投。相撲を「わあるどわいど」にするために戦う力士。世界各国の旅行者に日本の文化と銭湯の文化を広めるために一役買っている。なおプレイアブルキャラクターとなる前にアレックスのストーリーモードでF.A.N.Gが作ったASシミュレーション用バーチャル映像として登場しており、いぶきのストーリーモードにも回想で登場していた。今作では化粧廻しを付けた姿になっているが、『ストIV』以前の浴衣を着た姿もノスタルジックコスチュームとして使用可能。
ストーリーモードは自分が経営する銭湯のリニューアルオープンに際して銭湯のマナーをPRするものになっており、髪を纏めずに入浴しようとしたララ、タオルで体を拭かずに風を起こして体を乾かそうとしたラシード、シャワーを滝行替わりに使ったリュウとバトルをする。
ルシア（LUCIA）
声：立花理香
キャッチコピーは「メトロシティのおまわりさん」。
『ファイナルファイト タフ』（以下『FFT』）が初出のキャラクター。新市長にコーディーを迎えたメトロシティで活躍する明るく活発な刑事。ずぼらでめんどくさがり屋な一面があるが、不正や悪事を許さない熱血漢。今作では『FFT』とは別の髪型と衣装になっているが、『FFT』時代の姿もノスタルジックコスチュームとして使用可能。
ポイズン（POISON）
声：田中敦子
キャッチコピーは「トゲだらけの薔薇」。
『FF』が初出のキャラクター。『ストIV』シリーズから続投。犯罪組織マッドギアの元構成員。相方のヒューゴーと共に様々なプロレス団体を渡り歩いてきたが、仲間割れしてしまい、新たな相方を探すべくメトロシティに戻ってきた。今作では髪が短くなっているが、『ストIV』以前の長髪の姿もノスタルジックコスチュームとして使用可能。
ギル（GILL）
声：立木文彦
キャッチコピーは「天帝」。
『ストIII』が初出のキャラクター。世界を理想の形に近づけるための「予言」の成就を目指し長きに渡り、世界を裏側から支配している秘密結社の総統。高いカリスマ性と、強い意志、冷静な判断力を併せ持つ。なおプレイアブルキャラクターとなる前にゼネラルストーリーのエンディングで初登場しており、その後コーリンのストーリーモードやユリアンの『ストIII』および『ストV』のアーケードモードのエンディング、コーリンの『ストIII』アーケードモードのエンディングにも登場している。またユリアンのアレンジコスチュームにギルをモチーフにしたものがある。デフォルトコスチュームは『ストIII』シリーズと同じで、アレンジコスチュームの1つに『ヴァンパイア』シリーズのパイロン風のものがある。
セス（SETH）
声：大塚明夫
キャッチコピーは「狂乱の王」。
『ストIV』が初出のキャラクター。S.I.N秘密施設の跡地で発見された謎の「セス」。丹田エンジンは健在だが、かつての肉体を失い「素体0号」と呼ばれる女性型のボディに換装され復活した。なお、プレイアブルキャラクターになる前にジュリの『ストIV』アーケードモードとダルシムの『ストIV』アーケードモードのエンディングに登場している。また、『ストIV』での姿のものはアレンジコスチュームとして登場する。

#### 追加キャラクター（シーズン5）
ダン（DAN）
声：楠田敏之
キャッチコピーは「サイキョーの漢」。
『ストZERO』が初出のキャラクター。『ストIV』シリーズから続投。なおプレイアブルキャラクターとなる前にアレックスのストーリーモードでF.A.N.Gが作ったASシミュレーション用バーチャル映像として登場しており、さくらの『ストIV』アーケードモードやブランカの『ストZERO』、『ストIV』アーケードモード、Gの『ストV』アーケードモードのエンディングにも登場している。
ショップで販売されている各アイテムにはダンによるコメントが記載されている。
なお、今作では道着以外にも小手のデザインも変更されているが、『ストZERO』時代の衣装もノスタルジックコスチュームとして登場する。
ローズ（ROSE）
声：渡辺明乃
キャッチコピーは「未来を導く魂」。
『ストZERO』が初出のキャラクター。『ストIV』シリーズから続投。メナトの師匠。メナトのストーリーモードでシルエットが登場しており、のちにリュウの『ストZERO』アーケードモードやメナトの『ストV』アーケードモードのエンディング、Gのストーリーモードに登場している。
オロ（ORO）
声：松山鷹志
キャッチコピーは「仙人」。
『ストIII』が初出のキャラクター。『ストIII』シリーズから復活。ダルシムのストーリーモードに登場し、ダルシムから「仙術を極めた仙人」として尊敬されており、引き上げる際はカレーを奢るようにと約束する。メナトのストーリーモードにも登場している。
『ストIII』シリーズでは片腕を封印していたが、今作は常に両腕を出したままで、一方の手には『ストIII』シリーズでの勝利時に登場するペットの亀を持っている。
あきら（AKIRA）
声：関根明良
キャッチコピーは「功夫ライダー」。
『私立ジャスティス学園』が初出のキャラクター。プレイヤーキャラクターとしての登場は『ストリートファイター オンライン マウスジェネレーション』以来となる。フルネームは「風間あきら」。
本作では素顔の状態がデフォルトとなっているが、ヘルメットを着用した姿もストーリーコスチュームとして登場する（性能の変化は無い）。
ルーク（LUKE）
声：前野智昭
キャッチコピーは「あの背中に追いつくために」。
本作の新キャラクターの1人で次代のストリートファイタープロジェクトの重要人物とされている。なお、イングリッドのデビュー作の予定だった『CAPCOM FIGHTING ALL STARS』の同名キャラクター(ROOK)とは別人。
軍隊仕込みの総合格闘技で戦うお調子者の青年。FPSなどのゲームが好きで戦いもゲームのように楽しんでいる節があるが、根は真面目で強さや闘いとは何かを常に追い求めている。
イレヴン（ELEVEN）
声：なし
本作の新キャラクターの1体。ユリアンのストーリーモードで先駆けて登場する。トゥエルヴのプロトタイプとなる人造生命体で相手の姿に変身するコピー能力を持つ。ユリアンのストーリーモードではユリアンの姿になり本物のユリアンとバトルするが、性能が不完全なのでユリアンはドクター呉に素体の改良と強化を命じる。
シーズン5ではプレミアムパスおよびキャラクターパス購入者のみ使用可能なボーナスキャラクターになる。ゲーム中ではいずれかの使用可能キャラクターにランダムで変身するコピーキャラクターとなっており、VスキルやVトリガーもランダムで決定される。ただしトレーニングとバーサスとネットワークモードでしか使用できない。

### サブキャラクター

#### 未参戦キャラクター
『ストIV』以前のシリーズではプレイアブルキャラクターとして登場していたが、本作では参戦していないキャラクター。
殺意の波動に目覚めたリュウ（EVIL RYU）
声：高橋広樹
『ストZERO2』の日本国外版『ALPHA2』が初出のキャラクター。リュウのストーリーモードで彼自身の思いの中に登場する。
剛拳（GOUKEN）
声：大川透
『ストIV』が初出のキャラクター。リュウとケンの師匠。リュウとラシードのストーリーモード、豪鬼の『ストIV』アーケードモードおよびラシードの『ストV』アーケードモードのエンディングに登場する。
C.ヴァイパー（C. VIPER）
声：園崎未恵
『ストIV』が初出のキャラクター。かつてS.I.N社の社員として潜入していたCIA捜査官。ベガ、ジュリ、ユリアンのストーリーモードに登場。シャドルーのチェインズ計画や秘密結社と繋がりのある要人たちの不審死を捜査している。
ユーニ（JUNI）
声：河本明子
『ストZERO3』が初出のキャラクター。元ベガ親衛隊（Dolls）の一員で、デルタレッドの観察保護下にある。キャミィのストーリーモードに登場しており、Dollsの強化・再調整のため、彼女を連れ戻そうとバルログに狙われるが、キャミィに救われる。後にキャミィの『ストIV』アーケードモードおよび本田の『ストZERO』アーケードモードのエンディングにも登場している。
ショーン（SEAN）
声：村瀬歩
『ストIII』が初出のキャラクター。本作に登場するララの弟。『ストIII』シリーズでケンの弟子として登場するが、本作では一般人扱いとなっていて、ゼネラルストーリーでは髪型が少し異なっている。ゼネラルストーリーではF.A.N.Gに殺されかけたところをケンに助けられる。ララの『ストIII』アーケードモードのエンディングでは大会で優勝した様子が描かれており、ララの『ストV』アーケードモードのエンディングにも登場している。ブランカのストーリーモードでは「日本でアニメとかゲームとかになれば人気が出るのではないか」とブランカにアドバイスをしている。
ハカン（HAKAN）
声：なし
『スパIV』が初出のキャラクター。アレックスのストーリーモードではF.A.N.Gが作ったASシミュレーション用バーチャル映像として登場し、本田とタッグで闘うが、アレックスに一蹴された。いぶきのストーリーモードにも回想で登場するほか、Gや本田の『ストV』アーケードモードのエンディングにも登場している。
アベル（ABEL）
声：高橋研二
『ストIV』が初出のキャラクター。ガイルのストーリーモードではシャドルーに潜入して秘密計画を探っていたことがF.A.N.Gに気付かれ、中国の街中まで追跡され襲われていたところガイルに救われる。ラシードのストーリーモードでは、旧シャドルー四天王のサガットを山奥で目撃したとラシードのメディアに送信している。ゼネラルストーリーではシャドルー兵に変装してシャドルーに潜入していたが、物語後半でサイコパワーに飲み込まれてしまい、ナッシュにサイコパワーを吸収されて救われる。後にバルログの『ストIV』アーケードモードのエンディングにも登場している。
元（GEN）
声：多田野曜平
『ストI』が初出のキャラクター。豪鬼のストーリーモードに登場し、本作では豪鬼との決着で敗北する。
ユーリ（JULI）
声：たなか久美
『ストZERO3』が初出のキャラクター。本作でも未だにベガ親衛隊の一員で、ゼネラルストーリーのCPU専用キャラクターとして登場する。使用する技はキャミィや他のベガ親衛隊（ディカープリを除く）が使うものと同じ通常技と掴み技、『ストZERO3』で使用したスナイピングアロー。後に本田の『ストZERO』アーケードモードのエンディングにも登場している。
ディカープリ（DECAPRE）
声：沢城みゆき
『ウルトラストリートファイターIV』（以下『ウルIV』）が初出のキャラクター。今作ではキャミィのストーリーモードで初登場した。ベガ親衛隊の一員で、ゼネラルストーリーではCPU専用キャラクターとしてキャミィと対戦する。『ウルIV』と同様にキャミィを未だ敵視するが、その後の最終決戦に駆けつけ、自我を取り戻しキャミィを助けている。本作では仮面と服装のデザインが『ウルIV』と異なり、髪が薄い金髪から銀髪になっている。通常技はキャミィや他のベガ親衛隊と同じ。掴み技は相手を掴んでからのブレードで滅多切り。この他に『ウルIV』で使用したテレポートやブレードで上に向かって斬りつける技も使う。
ユン（YUN）
声：なし
『ストIII』が初出のキャラクターで、後述のヤンの兄。春麗の『ストIV』アーケードモードのエンディングに登場している。
ヤン（YANG）
声：なし
『ストIII』が初出のキャラクターで、前述のユンの弟。春麗の『ストIV』アーケードモードのエンディングに登場している。
ガイ（GUY）
声：なし
『FF』が初出のキャラクター。是空の『ストI』アーケードモードのエンディングに登場し、是空に弟子入りして忍者になるまでの経緯が描かれている。後にコーディーの『ストI』、『ストZERO』、『ストIV』アーケードモードのエンディングにも登場している。
ソドム（SODOM）
声：なし
『FF』が初出のキャラクター。アビゲイルの『ストV』アーケードモードのエンディングでアビゲイルにデコトラの注文をしている。後にポイズンの『ストV』アーケードモードのエンディングにも登場している。
ロレント（ROLENTO）
声：なし
『FF』が初出のキャラクター。アビゲイルの『ストV』アーケードモードのエンディングでアビゲイルに戦車の注文をしている。
エル・フォルテ（EL FUERTE）
声：なし
『ストIV』が初出のキャラクター。ザンギエフの『ストIV』アーケードモードのエンディングに登場する。
エレナ（ELENA）
声：なし
『ストIII』が初出のキャラクター。Gの『ストV』アーケードモードのエンディングに登場する。
狂オシキ鬼（ONI）
声：なし
『スパIV』が初出のキャラクター。影ナル者の『ストV』アーケードモードのエンディングに登場する。
ヒューゴー（HUGO）
声：なし
『ストIII 2nd』が初出のキャラクター。ポイズンの『ストIII』、『ストV』アーケードモードのエンディングに登場しているほか、ポイズンのストーリーモードにも影のみ登場している。
レミー（REMY）
声：なし
『ストIII 3rd』が初出のキャラクター。ポイズンの『ストIII』アーケードモードのエンディングの一コマに登場している。
まこと（MAKOTO）
声：なし
『ストIII 3rd』が初出のキャラクター。ポイズンの『ストIII』アーケードモードのエンディングに登場している。
ダッドリー（DUDLEY）
声：なし
『ストIII』が初出のキャラクター。ギルの『ストIII』アーケードモードのエンディングの一コマに登場している。
フェイロン（FEI LONG）
声：なし
『スパII』が初出のキャラクター。ダンの『ストV』アーケードモードのエンディングの一コマに登場している。

#### ストーリーモードのキャラクター
ストーリーモードに登場する非戦闘キャラクターおよびCPU専用の敵キャラクター。
イライザ（ELIZA）
声：吉田聖子
『ストII』が初出のキャラクター。今作では夫のケンや息子のメルとともに旅をする。
メル（MEL）
声：桑原由気
『ストIII』が初出のキャラクター。今作では『ストIII』の頃より幼い少年として登場し、両親の旅に同行する。
柴崎（SHIBASAKI）
声：四宮豪
『ストZERO3』から再登場したキャラクター。かりんに仕える神月家の筆頭執事。かりんのストーリーモードではザンギエフが吹き飛ばしたシャドルー兵を片手で受け止めている。
雛菊（HINAGIKU）
声：桑原由気
神月家に仕えるお庭番のくノ一。ゼネラルストーリーでリュウとケンの前に現れ、シャドルーに対抗するための協力を要請する。
アザム（AZAM）
声：小形満
「伝説の執事」と呼ばれるラシードの執事。ラシードの意志に忠実であり、時には主と一緒にオーバーリアクションをとるなどの茶目っ気を見せる一方で、バーディーすら思わずたじろいでしまうほどの威圧感を披露することもある。ラシードのことは「若」と呼んでいる。元プロレスラーかつザンギエフの旧友で「マッスル・ソウル・ファイターズクラブ」の名誉顧問も務める。かりんの執事である柴崎に「執事道」を教えている。
マヘシュ（MAHESH）
声：広瀬淳
インドの警察官。ダルシムに同行し、彼からヨガを習い、小さな炎を吐くまで成功する。好きな映画は「アジョワンの涙」。
リーフェン（LI-FEN）
声：松嵜麗
元は『ストIII 3rd』のサブキャラクターの少女。春麗のストーリーモードにも登場しており、春麗が昔着けていたリボンで2本三つ編みおさげからシニヨンに変えたことがある。本作では天才ハッカーで、ゼネラルストーリーでF.A.N.Gに誘拐されるが、リーフェンの後見人である春麗に救出される。ラシードの友人である科学者に自分の後を任される。
ドン・ソバージュ（DON SAUVAGE）
声：小形満
黄金のスーツに、星条旗柄のシルクハットとメガホンを持つリングアナウンサー。ストーリーモードでザンギエフの試合をアナウンスしている。
かつては売れないロックバンドで活動していたが、饒舌さをプロレス協会「CWA」の経営陣に買われてリングアナウンサーにスカウトされた。
現在はフリーランスとして活躍していてリングアナウンサーだけでなく、ラスベガスでトークショーをしたり、映画のチョイ役として登場したりと様々なイベントを盛り上げている。
ステージ「High Roller Casino（ハイローラーカジノ）」では、背景画面中央に登場する。
パトリシア（PATRICIA）
声：桑原由気
『ストIII』シリーズから再登場したキャラクター。アレックスの親友トムの愛娘。本作ではアレックスのストーリーモードに登場し、アレックスにサンドイッチの差し入れをする際にシャドルーから極秘に届いた招待状を手渡すことになるが、アレックスがシャドルーに拉致されてF.A.N.Gの実験に巻き込まれたことに全く気付いていない。
バイロン・テイラー（BYRON TAYLOR）
声：菊本平
青いタンクトップ姿の黒人兵士で、ガイルの上司。テキサス出身のアメリカ空軍大将で、コマンドサンボの達人。
仕事第一主義で、家庭はやや崩壊気味。ブルドッグを5匹飼っている愛犬家。自家用の小型飛行機を所持する。
ステージ「Air Force Bases（エアーフォースベース）」では、背景画面左に登場する。ガイルの理解者であり、コーリンのストーリーモードではガイルに対して過去に捕らわれず自分自身の未来を見るように助言する。
ピーター・ゾンタ（PETER ZONTA）
声：拝真之介
白髪に短い髭を生やした高齢のブラジルの警察官。3人の息子がいて、彼らも全員警察官。CPU専用の敵キャラクターとして登場する。
ゼネラルストーリーでキャミィがディカープリと闘った後、ショーンに呼ばれて仲間1人と共に駆けつけ、ディカープリの身柄を渡すように言うがキャミィが仲間の一人を蹴り飛ばしたため発砲し、その後は警棒でキャミィと闘う。
投げ技は相手を掴んで片腕で二連続の腹部へのアッパー。必殺技は警棒を振り下ろして振り上げる。
予言する戦士（WARRIOR PROPHET）
声：山本兼平
ネカリのストーリーモードに登場。名前不明。ネカリの出現を予言する古の戦士。金の装飾具に蛇を模した兜を被っている。ネカリの最初の餌食となってしまう。
ドクター呉 (DR.WU)
声：小形満
『ストIII 3rd』から再登場したキャラクター。ギルが率いる「秘密結社」の科学者で、ユリアンの側近。本作ではユリアンのストーリーモードに登場し、イレヴンを開発している。
ドールズ（DOLLS）
声（エネーロ）：阿久津加菜
声（フェヴリエ）：松浦チエ
声（メルツ）：中村桜
声（アプリーレ）：中恵光城
声（サツキ）：森なな子
声（サンタム）：徳永真梨子
声（ジウユー）：あいざわゆりか
声（ヤンユー）：齋藤小浪
声（ノウェンベル）：森谷里美
かつては『ストZERO3』で前述のユーニとユーリ、『ウルIV』で前述のディカープリがプレイアブルキャラクターとして登場しただけで、その他のメンバーは戦いに参加しなかった。本作ではドールズを離脱したユーニを除く11人がゼネラルストーリーに登場し、同ストーリーでユーリとディカープリがキャミィと戦うほか、この2人に加えてエネーロ（ENERO）がかりんと、フェヴリエ（FEVRIER）とアプリーレ（APRILE）がバーディーと、メルツ（MARZ）はラシード、かりん、F.A.N.Gの3人と、サツキ（SATSUKI）がザンギエフと、サンタム（SANTAMU）がガイルとそれぞれCPU専用の敵キャラクターとして闘うことになる。ユーニやディカープリの項でも述べたように、ゼネラルストーリーで対戦相手になる8名のうちディカープリを除く7名は通常技と掴み技がキャミィと共通（ディカープリは通常技のみ同じ）であり、コマンド入力技に当たるものはそれぞれ異なる。なおジウユー（XIAYU）、ヤンユー（JIANYU）、ノウェンベル（NOEMBELU）は本作では戦いに参加しない。
ドールズの各メンバーが使用する技はシャドルー#ベガ親衛隊（Dolls）に記載。
シャドルー兵（AS-M、AS-R、AS-Y、AS-D）
シャドルーの兵士たち。いずれもCPU専用の敵キャラクター。名前は上級兵がAS-M、中級兵がAS-R、痩せた下級兵がAS-Y、太った下級兵がAS-Dと表記されている。
ゼネラルストーリーではAS-Mがラシードの、AS-Yがバイソンの、AS-Dがバルログの、AS-Rがかりんの対戦相手として登場している。メナトのストーリーでもAS-Yが彼女の対戦相手となっている。
エクストラバトルには金色のAS-Y（小金持ちシャドルー兵）、銀色のAS-Y（急成長中のシャドルー兵）、金色のAS-R（成金シャドルー中級兵）、銀色のAS-R（経験豊富なシャドルー中級兵）、金色のAS-M（富豪シャドルー上級兵）、銀色のAS-M（海千山千のシャドルー上級兵）が登場し、いずれもバトルに勝利するとファイトマネーがもらえる。
ロキシー（ROXY）
声：森千晃
『FF』が初出のキャラクター。アビゲイルのストーリーに登場。元マッドギア構成員で、本作ではアビゲイルが経営するスクラップ工場の社員になっており、アビゲイルのことは「社長」と呼ぶ。車を自分たちに貸しておきながら無くなったと泣き喚くアビゲイルをゴリラ呼ばわりして小バカにしたために仲間のJやアクセル共々山積にされる。後にルシアおよびポイズンのストーリーにも登場する。
ジェイ（J）
声：祐仙勇
『FF』が初出のキャラクター。アビゲイルのストーリーに登場。『ストZERO』のソドムのエンディングと『ストZERO2』のガイのステージに登場していた。元マッドギア構成員で、本作ではアビゲイルが経営するスクラップ工場の社員になっており、アビゲイルのことは「さん」付けで呼ぶ。
アクセル（AXL）
声：木島隆一
『FF』が初出のキャラクター。アビゲイルのストーリーに登場。『ストZERO2』と『ストZERO3』のガイのステージや『ウルIV』のステージ「MadGear Hideout」に登場していた。元マッドギア構成員で、本作ではアビゲイルが経営するスクラップ工場の社員になっており、アビゲイルのことは「大将」と呼ぶ。車を自分たちに貸しておきながら無くなったと泣き喚くアビゲイルを小バカにするロキシーやジェイとは対照的に諭そうとする。
マーロウ（MARLOWE）
声：たかはし智秋
コーディーのストーリーモードに登場。コーディーの秘書で、眼鏡をかけた赤毛の女性。秘書とはいえコーディーに対してはかなり厳しく、市長として真面目にやってほしいと注意している。
ナムプン（NAMUPUN）
声：洲崎綾
サガットのストーリーモードに登場。タイ某所に暮らす少女。サガットに食事を支給するが、サガットが殺意の波動に目覚めかけた際、サガットは彼女が魚の怪物のように見える幻覚に陥る。
ウイラメーウ（WILLA MAIU）
サガットの対戦前デモおよびストーリーモードに登場。サガットが連れている虎。正式名は「ピチット・ウイラ・メーウ」であり、「勝利する勇敢なネコ」という意味。
マイク・ハガー（MIKE HAGGAR）
声：梁田清之
『FF』が初出のキャラクター。ルシアのストーリーに登場。本作ではコーディーに市長の座を譲っているが、かつて自身と対立していた議員たちがマッドギア残党と接触することを懸念してルシアに調査を依頼する。

#### その他のキャラクター
ストーリーモードにも登場しない演出用のキャラクター。
大和ナデシコ（YAMATO NADESHIKO）
声：廣田悠美
レインボー・ミカの所属団体の同期レスラーにして、ミカのタッグパートナー。ミカの使用する技の一部および対戦前と勝利時のデモに登場。
ツーピー（TWO.P）
声：中村大輔
『FF』が初出のキャラクター。元マッドギア構成員。『ストZERO2』のガイステージにも登場していた。本作では『AE』のアーケードモードのボーナスステージおよびルシアの対戦前デモに登場。
激〈二代目〉 (GEKI)
声：なし
『ストI』で登場した激（初代）の跡を継いだ忍者。バルログの『ストV』アーケードモードのエンディングに登場する。
カルロス宮本（CARLOS MIYAMOTO）
声：なし
『ファイナルファイト2』が初出のキャラクター。ハガーの友人の剣士。ルシアの『ストV』アーケードモードのエンディングに登場する。
風間醍醐（DAIGO KAZAMA）
声：大塚明夫
『私立ジャスティス学園』が初出のキャラクター。あきらの実兄で伝説の総番長。あきらが使用する技の一部と勝利時のデモでは姿を見せるが、あきらのストーリーではかりんが一目置く人物として名前のみ登場する。
島津英雄（HIDEO SHIMAZU）
声：なし
『私立ジャスティス学園』が初出のキャラクター。ジャスティス学園の国語教師で、島津流空手九段の達人。あきらのアーケードモードのエンディングの一コマに登場している。
ザキ / 姫崎葵（AOI "ZAKI" HIMEZAKI）
声：なし
『燃えろ!ジャスティス学園』が初出のキャラクター。あきらが『燃えろ!』で転校した聖純女学院の生徒で、自分の本名を嫌っている。あきらのアーケードモードのエンディングの一コマに登場している。
霧嶋ゆりか（YURIKA KIRISHIMA）
声：なし
『燃えろ!ジャスティス学園』が初出のキャラクター。ザキと同じく聖純女学院の生徒。あきらのアーケードモードのエンディングの一コマに登場している。
火引百合子（YURIKO HIBIKI）
声：伊藤静
『マーヴル・スーパーヒーローズ VS. ストリートファイター』で初登場したダンの妹。2018年9月26日よりショップの店員として登場。

## ステージ
一部のステージは画面端でKOすると特殊な演出が発生する。また、ゼネラルストーリーではストーリーのシチュエーションに合わせたステージも登場する。
さらに一部のステージはDLCを購入することで別バージョンのステージに切り替えが可能。基本的に元のステージをベースに時間帯やレイアウトなどが変化するのみだが、「Field of Fate」のような例外も存在する。
Bustling Side Street 
中国の脇道。背景の上部には電光看板があり相手や自分がダウンするとそこから火花が落ち、この位置で攻撃をすると看板が壊れる。
画面端ふっ飛ばしKO（右）
相手がバスの中に突っ込み、そのままバスで運ばれて行ってしまう。
画面端ふっ飛ばしKO（左-1）
画面左端の飲食店の壁を突き破って吹っ飛ばされ、それ以降のラウンドのステージ半分が飲食店内になる。
画面端ふっ飛ばしKO（左-2）
厨房の壁に激突して、ラーメンの容器が振ってきて顔にかけられるという演出も披露され、それ以降のラウンドではクリティカルアーツを発動するまでラーメンの容器が頭に乗ったままになる。
Union Station / Union Graveyard 
ロンドンの駅。周辺には数人の観客や演奏を行う近衛兵がいる。伝統的な造りで、蒸気機関車や赤い電話ボックスがあるが、背景奥には改札があり、その先には新幹線が泊まっている。
期間限定配信ステージの「Union Graveyard」は、背景に巨大な満月が輝き、魔女の家や不気味な門といったダークハロウィン仕様のステージとなっているが、完全に屋内である。
画面端ふっ飛ばしKO（右）
画面奥の巨大な置物に背中から激突し、膝崩れでダウンする。ダウン直前に近くの近衛兵の帽子が降ってきて、頭にかぶる演出がある。
画面端ふっ飛ばしKO（左）
男子トイレの壁に上半身だけ突っ込む。
Forgotten Waterfall / Mysterious Cove 
ニュージーランドの渓谷。背景には鳥や羊などの動物がおり、湖の奥には巨大な生物の骨が見える。また、ナッシュが眠っていた遺跡が画面右側にある。
かつて剛拳、リュウ、ケンが朱雀城とは別に修行で使っていた場所でもあり、今作ではリュウのストーリーモードで剛拳はここにいる。またバイソンとエドがシャドルー崩壊後にキャンプしていた場所で、さらに数年後はエドとファルケが訪れるなど、多くのキャラクターに関わりのあるステージ。
「Mysterious Cove」は時間帯が夜になっており、背景で満月が輝き、動物たちがいなくなっている。
画面端ふっ飛ばしKO（右）
遺跡内部に吹っ飛ばされ、ナッシュが眠っていた棺に入ると、棺の蓋が締まる。
画面端ふっ飛ばしKO（左）
中が空洞の丸太に頭から突っ込むと、複数のキーウィが集まってくる。
Kanzuki Estate / Estate at Noon 
神月家の豪邸。時間帯は夜でディナーパーティが行われている。背景には柴崎や石崎、パーティの客がいる。
ゼネラルストーリーではここに集まって作戦会議をすることが多い。
「Estate at Noon」は時間帯が昼になっていて、パーティが行われておらず、背景に人がいない。
画面端ふっ飛ばしKO（右）
花火の大砲に入り込み、空に放たれる。その後は、複数の花火が盛大に爆発する。
画面端ふっ飛ばしKO（左）
複数の鎧が置かれた部屋に吹っ飛ばされ、頭に兜が落ちてきて被らされる。
Underground Arena / Spooky Arena 
ロシアの古い闘技場。背景には巨大なクマが数匹、巨大なマトリョーシカ人形があり背景奥の上部では数人のセレブが観戦している。1つ1つのマトリョーシカ人形の上にはコサックダンスを踊る男性がいる。扉を開けた先は雪の積もった屋外になっている。
ゼネラルストーリーではヘレンが集めた数人がここで作戦会議や報告をするために集まる。
期間限定配信ステージの「Spooky Arena」はハロウィン仕様の明るい飾りが施されていて、背景には「HAPPY HALLOWEEN」の飾り板があり、その奥には沸騰する緑色の液体をかき混ぜる魔女の仮装をしたネクロがいて、その後ろをエフィーが歩き回っている。BGMは「Underground Arena」から変更されている。
画面端ふっ飛ばしKO（右）
扉を突き破って外まで吹っ飛ぶ。外にある三段雪ダルマにぶつかると、上の二段だけが吹っ飛ばされたキャラクターに乗っかる。
画面端ふっ飛ばしKO（左）
多くの酒が置かれている棚に激突し、地面に落ちると顔だけカウンターにのり、落ちてきたマトリョーシカの上半分が頭に乗る。
Apprentice Alley 
インドの路地。背景には鉄道があり列車には多くの人が乗って試合を観戦している。ダルシムの妻サリーと息子ダッタの姿もある。
画面端ふっ飛ばしKO（右）
2匹のゾウに鼻で運ばれ、投げ飛ばされる。
画面端ふっ飛ばしKO（左）
建物の壁に激突し落下するだけだが、壁に激突した際、隣でヨガをする老人と同じポーズになる演出がある。
Hillside Plaza 
ブラジルの山岳の中腹。背景の左側には3人のサンバダンサーがおり、背景奥にはスラム街が見られる。
画面端ふっ飛ばしKO（右）
果物店に突っ込み、束になっているバナナが頭に乗っかる。
画面端ふっ飛ばしKO（左）
トンネルの中に吹っ飛ばされ転がっていくと、背景で踊っているダンサーや一般人が追いかけていき、次のラウンドではダンサーの飾りを付けられてしまう。
City in Chaos / Frosty Boulevard 
ニューヨークの交差点。ステージ右端の背景に2台のトラックに巨大な闘牛の銅像が載せられており、ステージ中央の背景にはアレックスが車の修理をしており、ラウンド2以降は修理をやめて試合を観戦する。
ゼネラルストーリーでの時間は「黒い月」が爆発した後のため、街は壊滅した状態になっている。
画面左側には「ハガー投資銀行」と「イライザ・カフェ」があり、画面右側には「FIRST N.Y. BANK」がある。
期間限定配信ステージの「Frosty Boulevard」はクリスマス仕様で、雪が降り積もり、「Happy Holiday」の看板やクリスマスツリーが飾られている。背景のアレックスは服装はそのままサンタの帽子を被って試合を観戦する。BGMは落ち着いたジャズミュージック。
画面端ふっ飛ばしKO（右-1）
画面右端の銀行の壁を突き破って吹っ飛ばされ、それ以降のラウンドのステージが銀行内になる。また、銀行では強盗されている最中で、試合中は強盗犯が試合を観戦するようになる。
画面端ふっ飛ばしKO（右-2）
さらに画面右端にある巨大金庫の中に吹っ飛ばされ、扉が勝手に締まりロックされてしまう。
画面端ふっ飛ばしKO（左）
ホットドッグ店の看板を突き破り柵に激突し、吹っ飛んだ看板の一部の巨大なホットドッグが頭に乗っかった状態になる。
Shadaloo Base / Shadaloo Base at Night（Unknown）
シャドルー基地の屋上。背景には最新型の飛行機や戦車があり、ベガ親衛隊のフェヴリエやメルツ、およびシャドルー兵が数人いる。
「Shadaloo Base at Night」では時間帯が夜になっていて、背景の兵士たちがいなくなっている。
画面端ふっ飛ばしKO（右）
巨大な通気口に激突すると電流が流れ、最後に爆発で吹っ飛ぶ。
画面端ふっ飛ばしKO（左）
吹っ飛んで、立ち操縦のジェットパックに激突して座ると、勝手に起動して空高く飛んで行く。
Lair of the Four Kings（Unknown）
シャドルー基地の最深部。背景にはコンピュータや石で作られた巨大な手にのせられた地球の模型があり、そのさらに奥にはシャドルー四天王（バイソン、ベガ、バルログ、F.A.N.G）の巨大な石像がある。また、その周辺には数人の研究員がおり、神月家に仕える忍者が研究員を追いかけていたり、背景奥の地球儀の下には狭い円盤のような台座があり、そこでは別の格闘家が闘っている。
ゼネラルストーリーではリュウがベガと最終決戦に挑む際に、基地全体が崩壊していく状態になっている。
画面端ふっ飛ばしKO（右）
ベガの石造の手に頭から掴まれる形で激突すると、サイコパワーを流し込まれ吹き飛ばされる。
画面端ふっ飛ばしKO（左）
巨大モニターに激突し、地面に落ちる。モニターにはそのキャラクターのパワーバランス、キャッチコピー、身長、体重、国籍が表示される。
Kanzuki Beach 
マレーシアにある神月家のプライベートビーチ。右画面に進むと海辺に、左画面に進むと砂浜へ歩く。背景には『ジャスティス学園』のひなたとティファニーなど数人の女性キャラクターが水着姿で観戦している。
Skies of Honor 
ラシードのホームステージ。中東（アラブ首長国連邦）の街と海の上を飛ぶ飛行機の上で闘う。飛行機はラシードが所有するもので、飛行機の羽の部分に「RASHID」と文字がペイントされている。設定上ではアザムが操縦している。
Temple of Ascension  /  Field of Fate（Unknown）
豪鬼のホームステージ。枯れた木々、風に揺れるススキ、崩れた地蔵や墓、金剛力士像が見える荒れ果てた小さな寺に雨が降り注いでいる。
「Field of Fate」は雷鳴が轟き、嵐が吹き荒れる大草原。『ストZERO2』での大草原ステージを再現したもの。『ストZERO2』の時とは異なり、キャラクターの足元はしっかり確認できるようになっている。
Air Force Base 
ガイルのホームステージのアメリカ空軍基地。『ストII』シリーズのガイルステージと同じ構造で、観客にガイルの上司のバイロン・テイラーが追加されている。背景には軍用トラックや管制塔、レーダーサイトが追加されている。また、木箱が近くで転倒すると壊れる演出も再現されている。
このステージのみ、ガイルの勝利ムービーで髪の表面が光に反射して輝く演出がある。
High Roller Casino 
バイソンのホームステージ。『ストII』シリーズのバイソンステージと同じ構造で、背景のカジノの名前や人にアレンジが加えられている。
画面に映らない部分では街を人が歩いており、レストランやピザ屋、バーのネオンサイン、黄金のライオン像やその他の複数のホテルなど他のステージに比べて構成が広く細かい。
Temple Hideout 
ベガのホームステージのラーマーヤナ寺院。『ストII』シリーズの最終ステージでシャドルーの拠点だった場所。中央の鐘、その横の銅像など構成は全く同じだが、朱雀城のめくり台やガイルのホームステージの木箱と異なり、銅像の近くで転倒すると壊れる演出は再現されていない。『ストIV』ではベガの自爆により、この場所も廃墟になっている設定とされている。
ステージBGMは『ストII』シリーズのベガステージのBGMにタイ風のアレンジを施したものだが、BGMの一部に宗教に関する引用が含まれている可能性が確認されたため一時配信が停止され、すでにダウンロード済みだったユーザーには臨時メンテナンス後に既存のBGMへの差し替えを行うこととなり、BGM修正を行なったうえで改めて配信となった。
Flamenco Tavern 
バルログのホームステージ。『ストII』シリーズのバルログステージが再現されており、『スパII』以降で追加された試合開始と同時に金網が落ちてくる演出も再現されている。天井には新たに円形の巨大なステンドグラスが追加されている。バルログ使用時はこのステージでのみ使用可能なEX必殺技の「ブラッディガーデン」が追加される。
Metro City Bay Area / Holly Jolly Beatdown 
『FF』のベイエリアを再現したアビゲイルのホームステージ。画面左端にはアビゲイルが社長を務める「ABIGAIL'S SCRAP METAL」がある。背景の海の向こうには自由の女神像やニューヨークの町並みが見える。ラウンド開始時は夜になっており、ラウンドが進むにつれて夜が明けてくる。
「Holly Jolly Beatdown」は上記のクリスマスバージョン。雪が降り積もり、イルミネーションで彩られ、様々なクリスマス関連のオブジェが設置されている。中でも「WELCOME」の文字の装飾が施されたアビゲイルを模したオブジェが目を引く。なお、時間帯の変化は無い。
Suzaku Castle / Suzaku Castle at Night 
リュウのホームステージである朱雀城。『ストII』シリーズのステージとの違いは月の位置が逆になっていることと「風林火山」と書かれためくり台が左端にないことだけで相違点が少ない。めくり台の近くで転倒すると壊れる演出まで再現されている。
「Suzaku Castle at Night」は上記の夜バージョンで、『ストリートファイターII'』のリュウステージを再現したもの。
English Manor 
キャミィのホームステージのフレーザーバラ城。『ストII』シリーズのキャミィステージが再現されている。『ストII』シリーズでは一枚岩の橋の上で戦っていたが、今作では頑丈な造りになっている。
Kasugano Residence 
さくらのホームステージ。『ストZERO2』のさくらの自宅を再現したもので、背景では弟の「つくし」がゲームをしている。
King's Court 
サガットのホームステージの涅槃仏がある寺院。『ストII』シリーズのサガットステージが再現されており、画面両端に石造りの寺院が追加されている。
Honda Sento 
エドモンド本田のホームステージ。『ストII』シリーズのステージとの違いは、壁に描かれた銭湯絵のデザインが旭日旗から日の丸に変更され、画面右奥には2人の隈取りをした力士の絵、画面左奥には鏡台といったアレンジが施されている。勝利時に太陽が光り、歌舞伎役者の絵が「勝負あり」の札を見せる演出も再現されている。
Sun Chase Moon（Unknown）
ギルのホームステージ。ステージの中央に『ストIII』シリーズの秘密結社の塔が建てられており、左に燃える太陽と右に月が照らし、その奥には荒廃した都がある。
Marina of Fortune 
ローズのホームステージのジェノヴァの港。『ストZERO2』におけるローズステージを再現したもの。
Rival Riverside 
あきらのホームステージ。『燃えろ！ジャスティス学園』で登場したステージ「大和川堤防」を再現したもの。背景ではエッジ（山田栄二）と石動岩が観戦しており、状況に応じて様々なリアクションを見せる。
Ring of Destiny 
「CAPCOM Pro Tour」をイメージしたバトルステージ。広さ、照明、黄金の彫像がステージの盛り上がりを表現していて、K.O.時には花火が上がる。リングコーナー付近には、他ステージの背景に登場する一部の人物、動物がいる。
ステージBGMはメインテーマをアレンジしたものが使用されている。
Ring of Pride 
「CAPCOM Pro Tour 2017」をイメージしたバトルステージ。設定では神月家が作った相撲の土俵をベースにした和風のステージで、背景には神月の家紋が記された旗や黄金の大仏、巨大な神社などがあり、富士山が間近に見えるのが特徴的。背景に飾られている旗の文字には「CAPCOM」や「加富根 富浪通亜（カプコン・プロツアー）」の他に「武神流」「本田湯」がある。ここでも「Ring of Destiny」と同じく土俵付近には追加ステージに登場した人物を含めた他ステージの背景に登場する一部の人物、動物がいる。
Ring of Power（Unknown）
「CAPCOM Pro Tour 2018」をイメージしたバトルステージ。設定では『ストII』シリーズの特典資料「原色パノラマ大図解 シャドルーひみつ基地」で描写されたベガの宮殿や大闘技場を再現したステージで、リング周辺の背景には数人のシャドルーの兵士たちが観戦しており、さらにその奥にはシャドルー四天王（ベガ、バイソン、F.A.N.G、バルログ）が王座に座っている。
Ring of Justice 
「CAPCOM Pro Tour 2019」をイメージしたバトルステージ。設定では『FF』のメトロシティの街中を再現したステージで、背景には前市長のハガーに加えて、アビゲイル、ソドムやロレント、アンドレ一族など元マッドギアの面々が観戦している。建物やリング周辺のモニターに「STREET FIGHTER V」の文字やマッドギアのエンブレム（ロゴマーク）が映し出されている。
建設途中の赤い鉄骨や背景の奥にあるハガーの巨像は、『ストIV』シリーズのステージ「Skyscraper Under Construction」を彷彿させるつくりとなっている。
Ring of Prosperity（Unknown）
「CAPCOM Pro Tour 2020」をイメージしたバトルステージ。設定では『ストIII』シリーズの秘密結社の神殿や大闘技場を再現したステージで、背景には馬車が走ったり数体の巨大な格闘家の石膏像が建てられており、ステージの中心にはギルや衛士たちが観戦している。
Ring of Galaxy（Unknown）
「CAPCOM Pro Tour 2021」をイメージしたバトルステージ。設定ではGが動画配信の収入で買い取った宇宙ステーションで、背景ではクルーがバトルの様子を撮影したり、宇宙飛行士が飛び回っている。また、リングを取り囲むように設置された巨大スクリーンにはギャラリーが映し出されている。
Ring of Arcade（Unknown）
「CAPCOM Pro Tour 2022」をイメージしたバトルステージ。このステージには『FF』のブレッドに加えて、イングリッドや『スターグラディエイター』のジューンなどカプコン作品に登場したキャラクターが登場している。
Dojo 
日本のシンプルな道場。床は畳、奥には太鼓と神棚、道着を着た人物の古い写真がある。
シャドルー格闘家研究所の新追加モード「道場」に伴い追加されたステージ。
The Grid / The Grid Alternative（Unknown）
トレーニング用のシンプルなステージ。白い背景にグリッド線が引かれている。全体的に薄暗いこと以外は『ストIV』のトレーニングステージと変わらない。アレックスのストーリーモードではF.A.N.Gが作ったシャドルー実験室の一部として扱われている。
「The Grid Alternative」は上記の色違いで、さらに暗めの配色になっている。

## 受賞
2017年の2月23日に北米のラスベガスで行われた第20回D.I.C.E.アワード2016にて格闘ゲームの年間最優秀作品として「Fighting Game of the Year」を受賞した。

## イメージソング
- MAN WITH A MISSION「Survivor」

## コラボレーション

### 企業とのコラボレーション
東芝
2015年11月19日に、東芝4KレグザZ20Xシリーズとのコラボ映像が公開された。
アンファー
2015年11月25日に、育毛トニック「スカルプDスカルプジェット」のリニューアルを記念したコラボレーション動画を配信。ネカリ、ミカ、春麗、ベガ、ケン、リュウが登場する。
JRA（日本中央競馬会）、日本相撲協会
2015年11月22日から期間限定で競馬エンターテイメントサイトUmabiで配信されたゲーム『ジャパンスモウカップ 〜横綱VSストリートファイター〜』に、『ストIV』から登場のリュウ、ダルシム、ブランカ、春麗、ガイル、本田、ベガ、豪鬼に加え、『ストV』からネカリが参戦した。詳細はストリートファイターIV#ジャパンスモウカップ 〜横綱VSストリートファイター〜を参照。
快活CLUB
2016年2月1日 - 2月29日に、『ストV』の発売を記念して複合カフェ「快活CLUB」が開催する「快活ダーツキャンペーン第5弾」で『ストV』の限定ロゴテーマを配信。
らあめん花月嵐
2016年2月12日 - 2月13日に、『ストV』の発売を記念して新宿ステーションスクエアに設置されたオリジナルラーメン店「波動軒」で「喰らえ、波動拳!」キャンペーンを開催。また、同年2月18日から全国の「らあめん花月嵐」で「ストリートファイターV コラボ嵐げんこつらあめん BLACK MONSTER電刃波動拳ボール付」が発売。
レッドブル
2016年11月に、1on1ブレイクダンス・バトル・トーナメント「Red Bull BC One」のワールド・ファイナル開催を記念して、ブレイクダンサーのTaisukeとリュウが描かれたコラボレーション缶を発売。また、2016年11月1日 - 11月30日に「Red Bull BC One」をイメージしたリュウと春麗のコラボコスチュームを配信。
柳屋本店
2017年8月3日に、ヘアスタイリング剤「J ジェルブランド」シリーズとのコラボレーションとして、ガイルが「Jジェル」のイメージキャラクターを務めることが発表された。
江崎グリコ
2019年11月18日に、『ストリートファイターV アーケードエディション』とのグローバルコラボレーションキャンペーンとして「Pocky K.O. Challenge」を開始。また、ポッキーと『ストV』の限定パッケージも発売。
PAKUTASO
2020年3月30日に、『ストV』を題材にした「eスポーツ」写真素材を無料配信した。配信された素材はTGS2019で開催された「CAPCOM Pro Tour 2019 アジアプレミア」や、「EFHK2019」といった大会の模様、プロゲーマーのHumanbomb選手を起用したモデル写真など。
セイコーウォッチ
2020年9月26日に、カジュアルウオッチブランド「セイコー 5スポーツ」から、『ストV』とのコラボレーション限定モデルとしてリュウ、春麗、ケン、ガイル、ブランカ、ザンギエフをモチーフとした数量限定モデルを発売。
日清食品
2020年8月21日から期間限定で、「ストリートファイターリーグ：Pro-JP 2020」の開催を記念して『ストリートファイターV チャンピオンエディション』の「Ring of Destiny」ステージと「Ring of Prosperity」ステージが日清食品「カップヌードル」仕様に切り替わるコラボステージが登場した。
サマンサタバサ
2020年9月9日に、メンズブランド「KINGZ」から『ストV』とのスペシャルコレクションとして、リュウ、ケン、豪鬼、春麗、ガイル、かりん、ベガ、キャミィをそれぞれあしらったウォレットやパスケースを発売。

### 他作品とのコラボレーション
モンスターストライク
2016年2月17日 - 3月2日に、『ストV』の発売を記念してコラボレーションイベントを開催。かりん、ナッシュ、ネカリが登場するコラボクエストイベントが配信されるほか、ケン、ミカ、キャミィ、ダルシム、ザンギエフが登場するガチャ「ストリートファイターV」を開催。
crossbeats REV.
2016年2月19日 - 3月28日にストリートファイターコラボイベントにて、すべてのスタンプボーナス楽曲(「Ultra Street Fighter IV」「Theme of Chun-Li -SFIV Arrange-」「Theme of Ryu -SFIV Arrange-」)をプレイすると、楽曲「Street Fighter V」が入手できた。
次回作『crossbeats REV. SUNRISE』では、取得条件が緩和され、「Theme of Chun-Li -SFIV Arrange-」をプレイするだけで解禁されるようになった。
グランブルーファンタジー
2016年4月15日 - 4月25日に、コラボレーションイベント「グランブルーファンタジーV（ブイ）」を開催。ラシード、かりん、ネカリ、F.A.N.Gが登場する。
モンスターハンター エクスプロア
2016年11月21日 - 11月28日にコラボイベントを開催。ベガのサイコパワーを模した武器や、リュウ、春麗、ラシード、かりんを再現した装備、ダルシムをモチーフとしたコラボモンスター「ギギネブラ ヨーガ種」が登場する。
ポコロンダンジョンズ
2016年12月15日 - 2017年1月4日にコラボレーション企画を実施。リュウ、春麗、ケン、ダルシム、キャミィ、ミカ、ガイルが登場し、イベントボスとしてバイソン、ベガ、ネカリが登場。
AKIBA'S TRIP -THE ANIMATION-
2017年2月1日放送のTRIP 5（第5話）「負ける要素、なし！」にてコラボ。主人公の伝木凱タモツと対戦相手のマツコがプレイするゲームとして登場する。
セブンナイツ
2017年3月23日 - 4月6日に、『ストリートファイターV』コラボイベントでリュウ、春麗、ネカリ、かりん、豪鬼が登場。
Shadowverse
2017年4月27日 - 5月26日にコラボレーションを開催。キャミィ、春麗、ジュリ、リュウ、ベガ、バルログ、かりんのリーダースキンが販売されるほか、ログインボーナス限定デザインのコラボレーションスリーブ、エンブレムがもらえるキャンペーンを実施。
LINE レンジャー
2017年6月1日 - 6月27日にコラボレーションを実施。リュウ、春麗、ガイルがレンジャーとして登場し、ベガがコラボスペシャルステージ「ストリートファイター惑星」のボスとして登場。2018 年7月31日 - 8月31日にはコラボレーション第2弾としてさくら、豪鬼、ザンギエフ、かりん、殺意の波動に目覚めたリュウがレンジャーとして登場。
＃コンパス 戦闘摂理解析システム
2017年7月27日 - 8月20日に、リュウと春麗が新ヒーローとして登場するコラボレーションイベントを開催。
ヴァルキリーコネクト
2017年11月22日 - 12月13日に、リュウ、豪鬼、春麗、キャミィ、殺意の波動に目覚めたリュウ、ケン、かりんが登場するコラボイベントを開催。また、アイテム交換ができるストリートファイター商人としてダルシムが登場。
モンスターハンター：ワールド
2018年2月28日 - 4月13日に、『ストリートファイターV アーケードエディション』と『モンスターハンター：ワールド』の発売を記念したコラボレーションイベントが開催される。
エクストラバトルに勝利すると、いぶきの「キリン装備」、ケンの「レウス装備」、レインボー・ミカの「ジンオウX装備」とモンハンのBGMが入手できるというもの。2019年11月19日配信の『ストリートファイターV チャンピオンエディション』の「アップグレードキット」ではブランカの追加コスチューム「ネルギガンテ」が登場している。
逆に『ストリートファイターV』のセーブデータがあると、『モンスターハンター：ワールド』でリュウの装備が入手できるイベントクエストが受注できる。
デスティニーチャイルド
2018年3月14日 - 3月29日に、春麗とキャミィがチャイルドとして登場するコラボレーションを実施。
パズル&ドラゴンズ
2019年2月18日 - 3月4日にコラボレーションを開催。究極進化が可能なリュウ、春麗、ベガ、豪鬼、さくら、サガット、かりんに加えてキャミィ、ケン、バルログ、ミカ、ザンギエフ、ダルシム、バイソン、ブランカ、アレックスが登場。また、同年2月19日 - 3月5日に派生アプリ『パズドラレーダー』でもコラボレーションが実施され、限定のコラボリーダーやモンスターメモリーが登場。
にゃんこ大戦争
2019年11月1日 - 11月15日にコラボレーションを開催。リュウ、春麗、ガイル、ザンギエフ、ブランカ、ダルシム、ケン、豪鬼、コラボキャラクターとしてネコリュウ、ネコ春麗、ゴウキリンが登場。2020年11月2日 - 11月16日の新規コラボではベガ、サガット、バルログ、バイソン、本田、コラボキャラクターとしてネコモンド本田、ネコベガ、ネコサガット、ネコバルログ、ネコバイソンが登場。
サマナーズウォー：Sky Arena
2020年8月31日からコラボレーションを実施。リュウ、ケン、ベガ、春麗、ダルシムが登場し、コラボモンスターとしてゲーム内で召喚できる他、コラボダンジョンのボスキャラクターとしても登場する。

### コラボコスチューム
カプコンの他作品やアリカの『ファイティングEXレイヤー』などとのコラボレーションコスチュームが配信されている。その多くは期間限定のエクストラバトルのクリア報酬として入手できる。
レッドブル
#企業とのコラボレーションを参照。
モンスターハンター：ワールド
#他作品とのコラボレーションを参照。
ヴァンパイアシリーズ
ジュリのコスチュームとして「リリス」、ユリアンのコスチュームとして「ドノヴァン」、メナトのコスチュームとして「カイビト」と「フェリシア」、春麗のコスチュームとして「モリガン」、エドのコスチュームとして「デミトリ」、ギルのコスチュームとして「パイロン」を配信。
ガンスパイク
キャミィのコスチュームとして「ガンスパイク」、ナッシュのコスチュームとして「ガンスパイク：ナッシュ」を配信。
デビルメイクライシリーズ
ケンのコスチュームとして「ダンテ」、エドのコスチュームとして「ネロ」、ララのコスチュームとして「グロリア」、コーディーのコスチュームとして「バージル」、ポイズンのコスチュームとして「レディ」を配信。
バイオハザードシリーズ
キャミィのコスチュームとして「ジル」、コーリンのコスチュームとして「エイダ」、ユリアンのコスチュームとして「ウェスカー」を配信。
ビューティフル ジョーシリーズ
ラシードのコスチュームとして「ビューティフル ジョー」を配信。
スターグラディエイターシリーズ
春麗のコスチュームとして「ジューン」を配信。
キャプテンコマンドー
ナッシュのコスチュームとして「キャプテンコマンドー」を配信。
フォゴットンワールド
ガイルのコスチュームとして「名無しの超戦士」を配信。
魔界村シリーズ
ベガのコスチュームとして「アスタロト」、リュウのコスチュームとして「アーサー」を配信。
ロックマンシリーズ
ラシードのコスチュームとして「エアーマン」、バイソンのコスチュームとして「ガッツマン」、リュウのコスチュームとして「ロックマン」、さくらのコスチュームとして「ロール」を配信。
DEMENTO
キャミィのコスチュームとして「フィオナ」を配信。
サイバーボッツ
リュウのコスチュームとして「ジン・サオトメ」、サガットのコスチュームとして「シェイド」、メナトのコスチュームとして「デビロット」を配信。
ウォーザード
アレックスのコスチュームとして「レオ」、是空のコスチュームとして「ムクロ」を配信。
ブレス オブ ファイアII 使命の子
ファルケのコスチュームとして「リンプー」を配信。
鬼武者シリーズ
いぶきのコスチュームとして「茜」を配信。
アスラズ ラース
影ナル者のコスチュームとして「アスラ」を配信。
ファイティングEXレイヤー
リュウのコスチュームとして「カイリ」、かりんのコスチュームとして「ほくと」、キャミィのコスチュームとして「ブレア・デイム」、Gのコスチュームとして「スカロマニア」、豪鬼のコスチュームとして「ガルダ」を配信。
パワーストーンシリーズ
ケンのコスチュームとして「フォッカー」を配信。
VS.シリーズ
豪鬼のコスチュームとして「メカ豪鬼」、ローズのコスチュームとして「ルビィハート」を配信。
Breast Cancer Research Foundation（BCRF）
リュウと春麗の、乳がん啓発のイメージカラーであるピンク色を基調とした特別コスチュームを期間限定有料コンテンツとして販売。

## Webラジオ
『鰯ヶ浜日本女子プロレス放送局』のタイトルで、2017年3月17日から8月25日までYouTubeで隔週配信された。パーソナリティは五十嵐裕美（レインボー・ミカ 役）、廣田悠美（大和ナデシコ 役）。全12回。
ゲスト
- 第4回、第5回 - 三宅健太（ザンギエフ 役）
- 第10回、第11回 - 喜多村英梨（ジュリ 役）

## 関連作品
ストリートファイターV パチスロエディション
エンターライズ製造のパチスロ機種。2018年7月17日稼働開始。
PストリートファイターV
藤商事製造のパチンコ機種。2022年6月6日稼働開始。
ストリートファイターVR シャドルー強化計画
シャドルーの下級兵となって『ストリートファイターV』の戦士たちと闘うVRアクションゲーム。2023年2月17日にプラサカプコン広島店でロケテスト開始、同年4月4日にMIRAINO イオンモール豊川店で稼働開始。